# Fritz Voigt (Verkehrswissenschaftler)
Fritz Otto Voigt (* 16. Januar 1910 in Cranzahl, Erzgebirge; † 1. Juli 1993 in Königswinter) war ein deutscher Verkehrswissenschaftler und Ökonom. Er war ordentlicher Professor für Wirtschaftliche Staatswissenschaften. Voigts Werk gilt als eine der interessantesten Arbeiten der neueren deutschen Verkehrswissenschaft. Zu seinen wichtigsten Arbeiten zählt das zweibändige Werk Verkehr, das 1965 und 1973 in zwei Doppelbänden erschien. Ziel dieser Arbeit war die Betrachtung des Verkehrs im volkswirtschaftlichen Gesamtzusammenhang und die Untersuchung der Wirkung des Verkehrs auf wirtschaftliche Entwicklungsprozesse. Für Historiker und Geographen mit Arbeitsschwerpunkt Verkehr gelten seine Arbeiten als Standardwerke.

## Leben
Fritz Vogt wurde 1910 als Sohn einer geborenen Otto und des Kantors Max Voigt in Cranzahl geboren. Nach Ablegen des Abiturs im Jahr 1929 am Staatsgymnasium in Annaberg begann er das Studium der Rechtswissenschaften sowie der Volkswirtschaftslehre in Heidelberg und Leipzig. 1933 bestand er die erste juristische Staatsprüfung mit Auszeichnung, 1936 wurde er mit Auszeichnung an der Philosophischen Fakultät der Universität Leipzig über Das Finanzsystem der deutschen gemeindlichen Selbstverwaltung zum Dr. rer. pol. promoviert. 1938 folgte eine mit Summa cum laude bewertete Dissertation in den Rechtswissenschaften mit dem Thema Die Selbstverwaltung als Rechtsbegriff und juristische Erscheinung, womit er zum Dr. jur. promoviert wurde. 1940 habilitierte er sich mit einer Arbeit über Sparen und Versichern, eine volkswirtschaftliche Untersuchung.
Nachdem seine 1941 begonnene Tätigkeit als Privatdozent an der Universität Leipzig durch den Zweiten Weltkrieg und eine Kriegsgefangenschaft unterbrochen wurde, war Voigt ab 1947 als Privatdozent an der Universität Erlangen tätig. Im Jahr 1948 übernahm er eine Lehrstuhlvertretung an der Technischen Hochschule Braunschweig. 1949 wurde er ordentlicher Professor an der Hochschule für Arbeit, Politik und Wirtschaft in Wilhelmshaven, 1952 übernahm er den Lehrstuhl für Volkswirtschaftslehre an der TU Braunschweig. 1954 wechselte er an die Hochschule für Wirtschafts- und Sozialwissenschaften Nürnberg, 1957 an die Universität Hamburg. Unter dem Eindruck des dort herrschenden Massenbetriebes nahm er 1964 einen Ruf an die Universität Bonn an, wo er Mitdirektor des Instituts für Gesellschafts- und Wirtschaftswissenschaften und wissenschaftlicher Leiter der Gesellschaft für wirtschafts- und verkehrswissenschaftliche Forschung wurde. 1966 erhielt er die Ehrendoktorwürde Dr. h. c.) der TU Braunschweig, 1976 die Ehrendoktorwürde der Hanyang-Universität in Seoul, Südkorea. Zwischen 1963 und 1967 gehörte Voigt dem Wissenschaftlichen Beirat beim Bundesminister für wirtschaftliche Zusammenarbeit an; dort war er Vorsitzender des Fachausschusses „Wissenschaftshilfe und die Mobilisierung von know how“. 1968 wurde er in die Sachverständigenkommission zur Auswertung der bisherigen Erfahrungen bei der Mitbestimmung, der sog. Mitbestimmungskommission, berufen. 1974 wurde ihm für seine wissenschaftlichen und gesellschaftlichen Leistungen vom Bundespräsidenten das Verdienstkreuz I. Klasse des Verdienstordens der Bundesrepublik Deutschland verliehen.
Darüber hinaus hielt Voigt international Gastvorlesungen in mehreren Universitäten vor allem des südostasiatischen Raumes (u. a. Japan, Südkorea, Thailand und Indonesien) und in Südeuropa (Spanien). Diese Veranstaltungen sowie Voigts Interesse für die Probleme von Entwicklungsstaaten führten ebenso zu einer Reihe Veröffentlichungen sowie der Übersetzung einiger Werke Voigts in verschiedene Landessprachen. An der Universität Bonn war er intensiv an der Partnerschaft mit der Universität Kabul beteiligt.

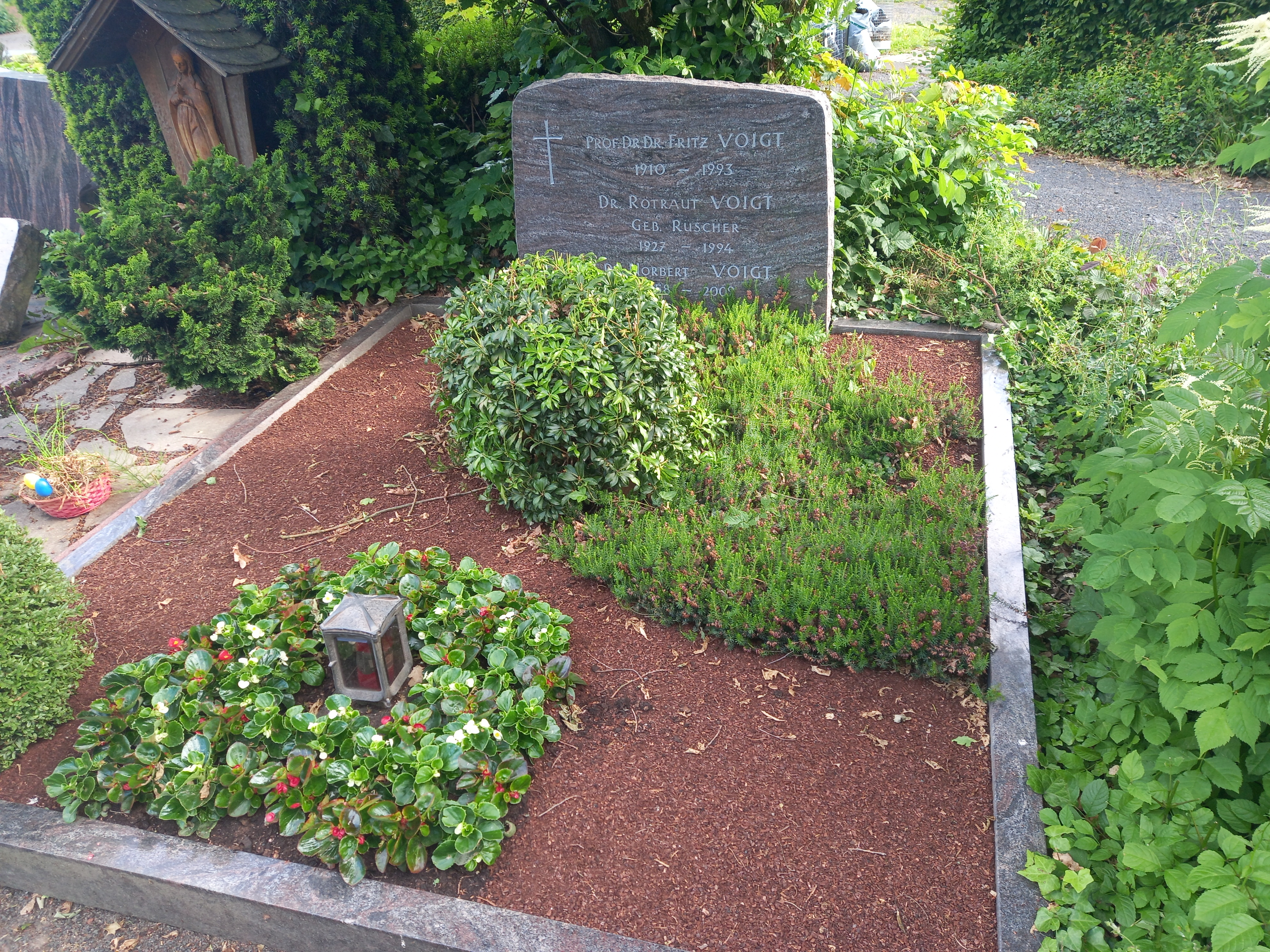
Das Grab von Fritz Voigt und seiner Ehefrau Rotraut geborene Ruscher auf dem Friedhof Thomasberg in Königswinter

Voigt war evangelisch, seit 1957 mit der zum Dr. oec. promovierten Rotraut Voigt, geborene Ruscher, verheiratet und hatte die wei Kinder Norbert und Dimut. Er starb 1993 in seinem Wohnort Königswinter.

## Werk
Voigts Werk steht in der Tradition von Emil Sax, der dogmengeschichtlich eine ähnliche Position vertrat. Oliver Schwedes sieht ihn zusammen mit Andreas Predöhl als wichtigsten von der historischen Schule geprägten Verkehrsökonomen in Deutschland.
Voigt betrachtete das Verkehrssystem nicht als isolierten Wirtschaftszweig, sondern stets im Zusammenhang mit den übrigen Bereichen der Wirtschaft. Die Entwicklung einer Volkswirtschaft ist nach Voigt nur zu erklären, wenn die Wirkungen des sich weiter entwickelnden Verkehrssystems und alle sich daraus ergebenden sozialen wie gesamtwirtschaftlichen Wirkungen und Folgen berücksichtigt werden. Das Verkehrssystem kann die Entwicklung eines Raumes dabei sowohl fördern als auch hemmen und ist ebenfalls in der Lage, autonome Impulse für den volkswirtschaftlichen Wachstumsprozess zu geben. Insgesamt unterscheidet Voigt von einem Verkehrssystem beeinflusste Regionen in Wachstumsräume, Räume sekundärer Einkommenseffekte, Entleerungsräume, Räume relativ verzögerter Entwicklung und Indifferenzräume. Aufgrund der großen Bedeutung des Verkehrssystems für die Entwicklung als auch den Niedergang eines Raumes sprach sich Voigt für eine Verkehrspolitik aus, die nicht nur nach marktwirtschaftlichen Gesichtspunkten ausgerichtet sein darf, sondern auch weitere wirtschaftliche wie soziale Aspekte miteinbeziehen muss. Marktpreise seien im Verkehr oft verzerrt, zudem erschweren externe Kosten einen operationalen Kostenbegriff. Deshalb sei die Kostendeckung als alleiniger Maßstab einer Verkehrspolitik falsch, da auch unrentable Verkehrsmittel eine große Bedeutung für die Entwicklung einer Volkswirtschaft erlangen können. Auch könne privatwirtschaftlicher Gewinn über die volkswirtschaftliche Bedeutung des Verkehrswesens nur sehr wenig aussagen. Dies werde insbesondere bei der Eisenbahn deutlich, wo häufig defizitär arbeitende Eisenbahnen deutlich stärker zur wirtschaftlichen Entwicklung eines Raumes beitrugen als sehr gewinnträchtige Strecken.
Zudem behandelte Voigt die Frage, inwieweit Verkehrspolitik in der Lage ist, gemeinsam mit der Wirtschaftspolitik wirtschaftliche Abläufe zu gestalten. Da in vielen nationalökonomischen Theorien sehr stark von Raum und Zeit abstrahiert und oftmals auch sehr restriktive Modellannahmen getroffen würden, würden insbesondere die entscheidenden Charakteristiken der Verkehrswirtschaft vernachlässigt. Ebenfalls beklagte Voigt eine „Geschichtsfeindlichkeit“ der ökonomischen Verkehrswissenschaft. So würde in den meisten Lehrbüchern und Monographien eine historische Entwicklung der ökonomischen Institutionen völlig vernachlässigt und vielfach vergessen, die mathematischen Formulierungen und theoretischen Gedankenmodelle empirisch zu überprüfen. Voigt wollte damit explizit dazu aufrufen, die rein theoretischen Konzepte der Verkehrswissenschaft wieder durch eine historische Quellenanalyse zu verifizieren; ein Appell, der jedoch weitgehend ignoriert wurde.
Auf Voigt geht die Entdeckung des Anteludialeffektes zurück.

## Veröffentlichungen
- als Hrsg.: Untersuchungen über das Spar-, Giro- und Kreditwesen. 1956 ff.
- als Hrsg.: Die industrielle Entwicklung. 1958 ff.
- als Hrsg.: Verkehrswissenschaftliche Forschungen. 1960 ff.
- Die gestaltende Kraft der Verkehrsmittel in wirtschaftlichen Wachstumsprozessen. Untersuchung der langfristigen Auswirkungen von Eisenbahn und Kraftwagen in einem Wirtschaftsraum ohne besondere Standortvorteile. Bielefeld 1959.
- Die volkswirtschaftliche Bedeutung des Verkehrssystems (= Verkehrswissenschaftliche Forschungen. Band 1). Berlin 1960.
- Theorie der regionalen Verkehrsplanung (= Verkehrswissenschaftliche Forschungen. Band 10). Berlin 1964.
- Verkehr. 4 Bände. Berlin 1965–1973.
- La influencia del sistema de transporte sobre los procesos de desarrollo económico y la estructura de un espacio, Estudios económicos, Bahía Blanca, Argentina 1970
- als Hrsg.: Schriftenreihe zur Industrie- und Entwicklungspoliti. 1970 ff.
- Theorie der Wirtschaftspolitik. Berlin 1979.
- Campo y horizonte de expectativas como determinantes de la política económica, Estudios económicos, Bahía Blanca, Argentina 1982
- Significado del método matemático para la teoría de la política económica, Estudios económicos, Bahía Blanca, Argentina 1983

## Festschriften zu Ehren Fritz Voigts
- Sigurd Klatt (Hrsg.): Perspektiven verkehrswissenschaftlicher Forschung. Festschrift für Fritz Voigt zum 75. Geburtstag. Berlin 1985.
- Rainer Neumann, Manfred Zachcial (Hrsg.): Verkehrssysteme im Wandel. Methodenprobleme – Entwicklungsperspektiven – Gesamtwirtschaftliche Aspekte. Festschrift für Fritz Voigt, Berlin 1980.
- Sigurd Klatt, Manfred Wilms: Strukturwandel und makroökonomische Steuerung. Festschrift für Fritz Voigt zur Vollendung des 65. Lebensjahres. Berlin 1975.